# Borohrádek (stacja kolejowa)
Borohrádek – stacja kolejowa w miejscowości Borohrádek, w kraju hradeckim, w Czechach. Jest ważnym węzłem kolejowym o znaczeniu regionalnym. Znajduje się na wysokości 265 m n.p.m.
Jest zarządzana przez Správę železnic. Na stacji nie ma możliwości zakupu biletów, a obsługa podróżnych odbywa się w pociągu.

## Linie kolejowe
- 016 Borohrádek - Holice - Moravany - Chrudim - Heřmanův Městec
- 020 Velký Osek - Hradec Králové - Choceň